# CMOC Group Limited
CMOC o CMOC Group Limited (en chino simplificado: 洛阳钼业; en chino tradicional: 洛陽鉬業; pinyin: Luòyáng mù yè), anteriormente conocida como China Molybdenum Company Limited, es el mayor productor de molibdeno de China continental y una de las mayores empresas mundiales del sector. Cotiza en la Bolsa de Hong Kong y en la de Shanghai.
También es uno de los mayores productores mundiales de tungsteno, y es el segundo mayor productor de cobalto y niobio, así como el principal productor de cobre a nivel mundial. La sede de la empresa está ubicada en el condado de Luanchuan, cerca de la ciudad de Luoyang en Henan. En 2022, ocupaba el puesto 74 en la lista Fortune China Top 500.

## Historia
La empresa fue fundada en 1969, originalmente bajo el nombre Luoyang Luanchuan Molybdenum, y la mina Sandaozhuang se estableció al año siguiente. A principios de la década de 2000, Luoyang Luanchuan estaba investigando formas de extraer scheelita de su principal mina de molibdeno. Junto con Ximen Tungsten Co Ltd, fundó una empresa conjunta, Luoyang Yulu Mining Co. Ltd., para procesar el mineral.
En agosto de 2006, la empresa comenzó a planificar una oferta pública inicial y, en preparación para la medida, cambió su nombre a China Molybdenum en 2007. El 26 de abril de 2007, la película empezó a cotizar en la Bolsa de Valores de Hong Kong . Sus acciones cerraron a 10,28 dólares de Hong Kong, un 60% más que los 6,8 dólares de Hong Kong estipulados en la oferta pública inicial, lo que la convierte en una de las incorporaciones de 2007 con mayor superávit en el precio de las acciones en el primer día de negociación. Entre 2007 y 2010, CMOC también se unió al Hang Seng China Enterprise Index.
En 2010, CMOC adquirió el 55% de la mina Shangfanggou al Luoyang Mining Group mediante la compra del 50% de Xuzhou Huanyu Molybdenum Co., Ltd y del 100% de Luanchuan Huqi Mining Company Limited. La Bolsa de Hong Kong sancionó al grupo por no hacer pública la adquisición de Huqi a su debido tiempo.
Las acciones se ofertaron por primera vez en la Bolsa de Shanghái en 2012. El 20 de septiembre, CMOC informó de que había recaudado 600 millones de yuanes vendiendo acciones, una cifra significativamente inferior a los 3.650 millones de yuanes previstos inicialmente. El alcance de la oferta se redujo con respecto a los planes iniciales debido a la intervención de la Comisión Reguladora del Mercado de Valores de China. Sin embargo, las acciones registraron un buen rendimiento, triplicando rápidamente su valor.
En 2013, CMOC adquirió una participación del 80% en la mina de cobre y oro Northparkes en Australia de Rio Tinto. La empresa vendió la totalidad de su participación en Northparkes a la empresa australiana de minería de oro Evolution Mining en diciembre de 2023.
Una subsidiaria de propiedad absoluta, CMOC International, trasladó su sede a Phoenix, Arizona, en 2017. El consejero delegado de esta filial internacional, Kalidas Madhavpeddi, abandonó la empresa en 2018.
En 2017, el Grupo Louis-Dreyfus anunció que vendía su negocio de comercio de metales, LDC Metals, por 466 millones de dólares a varias empresas chinas, entre ellas CMOC y AXAM Asset Management. LDC Metals pasó a llamarse IXM. CMOC tomó el control total de IXM en 2019.
En junio de 2022, la empresa cambió oficialmente su nombre de China Molybdenum Company Limited a CMOC Group Limited. Ese mismo año, la empresa fue incluida en el puesto 74 de la lista Fortune China 500.

## Liderazgo
El actual presidente de CMOC es Yuan Honglin (袁宏林), tras haber sido elegido en junio de 2020.  Sustituyó a Li Chaochun (李朝春), que ocupó el cargo de 2014 a 2020. Los dos mayores accionistas de la empresa son el grupo Cathay Fortune y el fabricante chino de baterías Contemporary Amperex Technology Co Ltd (CATL).

## Holdings y subsidiarias

### Holdings

#### Brasil
En 2016, CMOC adquirió los negocios de niobio y fosfatos de Anglo American, ubicados en los estados brasileños de Goiás y São Paulo, incluida la mina Boa Vista.

#### China
En China, la empresa controla tres minas principales: la mina de molibdeno-tungsteno Sandaozhuang (en chino: 三道莊鉬鎢礦), en el condado de Luanchuan, la mina Donggebi de molibdeno en Hami, y la mina de molibdeno-hierro Shangfanggou (en chino 上房溝鉬鐵礦), directamente adyacente a la mina Sandaozhuang.  La mina Sandaozhuang es propiedad total de CMOC, mientras que la mina Shangfanggou es una empresa conjunta controlada en un 45% por el Grupo Minero de Luoyang.

#### República Democrática del Congo
En la República Democrática del Congo, la empresa posee una participación del 80% en la mina Tenke Fungurume. Esta mina fue comprada a Freeport-McMoRan en 2016 por 2.650 millones de dólares, con el apoyo de al menos 1.590 millones de dólares en préstamos de bancos chinos respaldados por el Estado. El acuerdo fue facilitado por BHR Partners, que compró la participación minoritaria de Lundin Mining en la mina por 1.140 millones de dólares.   La mina contiene cobre, así como cobalto para baterías de iones de litio.  En 2022, la mina Tenke Fungurume fue objeto de disputas legales entre CMOC y el gobierno de la RDC sobre el importe de los cánones pagados al socio minoritario de la mina, la empresa estatal congoleña Gécamines. En abril de 2023 se llegó a un acuerdo que abrió el camino a la reanudación de las exportaciones de minerales.
Del mismo modo, a través de su filial KFM Holding Limited, la empresa también adquirió en 2020 una participación del 95% en la mina Kisanfu de Freeport-McMoRan por un precio de 550 millones de dólares, que también produce cobre y cobalto.  En 2021, el grupo vendió el 25% de KFM Holdings a Contemporary Amperex Technology por 137,5 millones de dólares, lo que le dejó con una participación del 71,25% en el proyecto Kisanfu.  En julio de 2022, CMOC anunció sus planes de invertir 1.800 millones de dólares en el proyecto Kisanfu.

### Filiales

#### IXM
En 2019, CMOC adquirió por completo IXM, actualmente el tercer mayor comerciante de metales del mundo. La empresa se especializa en el comercio de cobre, zinc, aluminio, níquel, cobalto, niobio y litio. Su sede central se encuentra en Ginebra (Suiza).

## Respuesta social y medioambiental
En un intento por desmarcarse del historial negativo del sector minero en cuestiones medioambientales, CMOC puso en marcha una serie de iniciativas de responsabilidad social. En la RDC, los proyectos impulsados por la mina Tenke Fungurume incluyen esfuerzos de conservación, así como campañas de desarrollo social y ayuda humanitaria para las comunidades de la región. En 2021, la empresa también anunció planes para aumentar el uso de energía hidroeléctrica y solar en la cuenca del Congo.
En 2024, la mina Tenke Fungurume se convirtió en la primera mina en el continente africano en recibir la certificación Copper Mark, que acredita una práctica responsable de la producción minera.
En Australia, el proyecto minero de Northparkes ganó varios premios en reconocimiento a su iniciativa de compensación de la biodiversidad de Kokoda.
CMOC se unió a Better Mining y Fair Cobalt Alliance y se asoció con Glencore y Eurasian Resources Group para poner a prueba Re|Source, una solución blockchain para la trazabilidad del cobalto y el aprovisionamiento responsable.
CMOC declaró unas emisiones totales de CO2 (directas + indirectas) a 31 de diciembre de 2020 de 1.030 Kt (+60/+6,2% interanual). Según sus propias cifras, CMOC redujo su intensidad de CO2 en 2021 en un 20% en comparación con 2020.
En junio de 2023, CMOC recibió una calificación ESG (criterios ambientales, sociales y de gobernanza) de "AA", mejorando desde la anterior "A", otorgada por MSCI, una empresa de consultoría en gestión de riesgos de inversión, en su informe anual de evaluación ESG.